# Horsmaselkä
Horsmaselkä är en del av sjön Kiantajärvi i Finland.   Den ligger i landskapet Kajanaland, i den centrala delen av landet, 600 km norr om huvudstaden Helsingfors. Horsmaselkä ligger 201 meter över havet.